# Nowy Cmentarz w Jarosławiu
Cmentarz Nowy w Jarosławiu – cmentarz gminny w Jarosławiu.
Założony został w 1905 roku, decyzją ówczesnej jarosławskiej Rady Miejskiej jako Cmentarz chrześcijański nowy. Jego wykonawcą był – budowniczy obiektów cmentarnych. Teren został zniwelowany, ogrodzony i wyposażony w dom dla dozorcy i budynek przedpogrzebowy. Początkowo podzielony został na 13 pól grzebalnych. 3 marca 1906 roku pochowano na nim pierwszego zmarłego. W pierwszych latach działalności grzebano również mieszkańców sąsiednich miejscowości. 14 maja 1915 roku teren cmentarza był miejscem działań wojennych. Uszkodzona została wówczas poważnie kaplica cmentarna i większość nagrobków. W latach 60. i 70. XX wieku teren cmentarza został znacznie poszerzony. Kolejne poszerzenie miało miejsce w 1995 roku, jednak po wykonaniu ogrodzenia w 2003 roku teren ten został przeznaczony na tzw. strefę ochronną, z możliwością wykorzystywania na parking.
Po II wojnie światowej Komunalny Cmentarz Nowy podporządkowany był Zarządowi Zieleni Miejskiej aż do 1975 roku, kiedy to administrację przejęło Przedsiębiorstwo Gospodarki Komunalnej i Mieszkaniowej w Jarosławiu. Zarząd ten sprawowany jest obecnie przez Przedsiębiorstwo Gospodarki Komunalnej i Mieszkaniowej Spółka z o.o.

## Zabytki cmentarza
Najstarsza część cmentarza wpisana została w 1995 roku do rejestru zabytków. Ścisłą ochroną konserwatorską są objęte: brama wjazdowa i przylegający do niej budynek administracyjny, kaplica, aleja główna z rzędami grobowców i nagrobków po obu jej stronach i kwatera wojskowa w całości. Ponadto ochroną objęte są nagrobki o charakterze zabytkowym na terenie całego cmentarza.

## Kwatera wojskowa
Do czasu I wojny światowej pochowano w niej kilkudziesięciu wojskowych różnych narodowości jarosławskiego garnizonu. W 1915 roku urządzono mogiły dla żołnierzy poległych w walkach o Jarosław. W okresie międzywojennym żołnierzy garnizonu grzebano na terenie całego cmentarza, a w kwaterze wojskowej również osoby z wojskiem nie związane. Kwatera zawiera pojedyncze i zbiorowe mogiły żołnierzy Wojska Polskiego i Armii Krajowej poległych w latach 1939 – 1947 oraz innych ofiar II wojny światowej. Są to m.in.: żołnierze polegli we wrześniu 1939 roku, żołnierze Armii Krajowej – Czesława Puzon ps. "Baśka", Zbigniew Kopeć, Roman i Jan Prośba, żołnierze 26 Pułku Piechoty Ludowego Wojska Polskiego polegli w walkach z Ukraińską Powstańczą Armią.